# 大坪子薹草
大坪子薹草（学名：Carex tapintzensis）是莎草科薹草属的植物，是中国的特有植物。分布在中国大陆的四川西部及西南部、云南西北部、西藏东部等地，生长于海拔2,400米至3,800米的地区，一般生长在云杉林下以、高山松和亚高山灌丛中，目前尚未由人工引种栽培。

## 异名
- Carex tapintzensis Franch. var. lamprosandra (Franch.) Kuekenth.